# 平凡结

平凡纽结

在纽结理论中，平凡纽结（unknot）是最简单的纽结。 

## 图册

Thistlethwaite纽结
平凡纽结

## 纽结多项式
亚历山大-康威多项式和琼斯多项式都是1：
{\displaystyle \Delta (t)=1,\quad \nabla (z)=1,\quad V(q)=1.}

## 外部联系
- "Unknot", The Knot Atlas. Accessed: May 7, 2013.
- 埃里克·韦斯坦因. . MathWorld.